# Velikdentje (distrikt i Kărdzjali)
Velikdentje (bulgariska: Великденче) är ett distrikt i Bulgarien.   Det ligger i kommunen Obsjtina Dzjebel och regionen Kărdzjali, i den södra delen av landet, 220 km sydost om huvudstaden Sofia.